# Torneo Apertura 2016 (El Salvador)
El Torneo Apertura 2016 fue el 37.º torneo desde la creación del formato de torneos cortos, que se juega en la Primera División de El Salvador. El equipo defensor del título es el Club Deportivo Dragón tras conseguir su tercer título de liga el torneo pasado, el primero en la historia de los torneos cortos.
Además, durante este torneo el equipo escupefuego y el Alianza están participando en la Liga de Campeones de la CONCACAF 2016–2017. Cabe destacar que el equipo que finalice campeón en este torneo participará en la Liga de Campeones de la CONCACAF 2017–2018.

## Equipos participantes
En este Torneo Apertura 2016 están participando 12 equipos, donde San Salvador cuenta con 2 participantes. En cuanto a la zona geográfica, la zona oriental cuenta con 5 equipos: (C.D. Águila, C.D. Dragón, Club Deportivo Luis Ángel Firpo, Municipal Limeño y Pasaquina FC; la zona central cuenta con 4 equipos: Alianza FC, C.D. UES, Santa Tecla F.C. y C.D. Chalatenango y la zona occidental con tres equipos: C.D. FAS, A.D. Isidro Metapán y Sonsonate F.C..
| Equipo                          | Ciudad       | Entrenadores                                                                 | Estadio                        | Capacidad  |
| ------------------------------- | ------------ | ---------------------------------------------------------------------------- | ------------------------------ | ---------- |
| C.D. Águila                     | San Miguel   | Edgardo Malvestiti                                                           | Estadio Juan Francisco Barraza | 11.000 (*) |
| Alianza F.C.                    | San Salvador | - Daniel Fernández (Jornada 1-7) - Milton "Tigana" Meléndez (Jornada 8 -...) | Estadio Cuscatlán              | 54.000     |
| C.D. Municipal Limeño           | San Salvador | - Mauricio "El Tuco" Alfaro                                                  | Estadio Ramón Flores Berríos   | 5000       |
| C.D. Dragón                     | San Miguel   | - David Omar Sevilla (1-9) - Santos Rivera (10) - Nelson Ancheta (11-...)    | Estadio Juan Francisco Barraza | 11.000 (*) |
| C.D. FAS                        | Santa Ana    | Osvaldo Escudero                                                             | Estadio Óscar Quiteño          | 16.000     |
| A.D. Isidro Metapán             | Metapán      | Jorge "El Zarco" Rodríguez                                                   | Estadio Jorge "Calero" Suárez  | 10.000     |
| Club Deportivo Luis Ángel Firpo | Usulután     | - Mario Martínez (1-7) - Juan Ramón Sánchez (7-...)                          | Estadio Sergio Torres          | 5000       |
| Pasaquina FC                    | Pasaquina    | Hugo Ovelar                                                                  | Estadio San Sebastián          | 3000       |
| Santa Tecla F.C.                | Santa Tecla  | Ernesto Corti                                                                | Estadio Las Delicias           | 3000       |
| UES                             | San Salvador | Edgard "Kiko" Henríquez                                                      | Estadio Héroes y Mártires      | 10.000     |
| Sonsonate FC                    | Sonsonate    | Alberto Agustín Castillo                                                     | Estadio Ana Mercedes Campos    | 8246       |
| C.D. Chalatenango               | Chalatenango | - Rubén Alonso (1-15) - Melvin Giovanny Portillo (16-...)                    | Estadio Gregorio Martínez      | 15.000     |

-
(*) Debido a la remodelación del Estadio Juan Francisco Barraza, los equipos migueleños C.D. Águila y C.D. Dragón están realizando sus juegos de local en sedes alternas. El Estadio Cuscatlán para el equipo aguilucho y el equipo de C.D. Dragón juega en el Estadio Ramón Flores Berríos de la ciudad de Santa Rosa de Lima, La Unión.

### Equipos por Departamento
| Departamento | N.º | Equipos                        |
| ------------ | --- | ------------------------------ |
| San Salvador | 2   | Alianza FC; UES                |
| San Miguel   | 2   | CD Águila; CD Dragón           |
| Santa Ana    | 2   | CD FAS; Isidro Metapán         |
| La Unión     | 2   | Pasaquina FC; Municipal Limeño |
| Sonsonate    | 1   | Sonsonate FC                   |
| Usulután     | 1   | C.D. Luis Ángel Firpo          |
| Chalatenango | 1   | Chalatenango                   |
| La Libertad  | 1   | Santa Tecla                    |

## Sistema de competencia
El Torneo como los anteriores consta de dos partes, siendo la primera, en la que se juegan 22 jornadas. En ella se define los clasificados a disputar el campeonato en la segunda fase y en acumulación con su similar del Apertura, la que indica el equipo que descenderá a la Segunda División en la próxima temporada.
La segunda fase inicia con los mejores 8 clasificados, que juegan a partidos de ida y vuelta. Los ganadores de cada serie disputarán las semifinales bajo el mismo formato hasta llegar a la final. Esta se juega a partido único, comúnmente en el Estadio Cuscatlán de San Salvador.

### Fase regular
Constará de un grupo único conformado por los 12 equipos pertenecientes a la Primera División - por derecho o por invitación - y siguiendo un sistema de liga se enfrentarán todos contra todos a visita recíproca - en dos ocasiones, un juego en casa y otro de visita - haciendo un total de 22 jornadas de 6 partidos o 132 partidos en total. El orden de los enfrentamientos fue definido por sorteo ante los representantes de todos los equipos. Luego de finalizadas las 22 jornadas y calculada la clasificación sobre la base de 3 puntos por victoria, 1 por empate y 0 por derrota, los ocho mejores equipos clasificarán a una fase de eliminación directa. En caso de empate se determinará el lugar de clasificación de la siguiente manera:
- Mayor diferencia de goles entre los clubes empatados en puntos.
- Mayor cantidades de goles a favor entre los clubes empatados en puntos y en diferencia de goles.
- Serie particular en el torneo en curso entre los equipos empatados en puntos, diferencia de goles y mayor cantidad de goles a favor.
- De persistir el empate se decidirá por sorteo.

Un caso particular es cuando dos equipos o más equipos empatan por puntos en la octava posición (8.º), en este caso debe jugarse un juego extra en campo neutral para definirse la última posición clasificatoria a las semifinales; en caso de que sean más de dos equipos empatados por puntos, se definirán los dos mejor posicionados por los criterios señalados anteriormente y luego procederá el juego extra.
Para el descenso el equipo que haya obtenido menor puntos en el Torneo de Apertura 2016 y Clausura 2017 descenderá a la Segunda División para el torneo de Apertura 2017.

### Fase de eliminación directa
La segunda fase del torneo consiste en una eliminación directa (semifinales) a dos partidos entre los cuatro clubes mejor clasificados del torneo regular de la forma:
- Primer lugar (1.º) vs. octavo lugar (8.º)
- Cuarto lugar (4.º) vs. Quinto lugar (5.º)
- Tercer lugar (3.º) vs. Sexto lugar (6.º)
- Segundo lugar(2.º) vs. Séptimo lugar(7.º)

En esta fase clasifican los ganadores de la serie particular, definidos primero por el resultado global - suma de los dos resultados - y en caso de empate en este, por la mejor posición en la tabla de la fase regular - favoreciendo a 1.º 2.º 3.º y 4.º
Al finalizar la primera fase del torneo, los ocho equipos clasificados a los cuartos de final, según su posición en la clasificación son los siguientes:
- 1.º Sonsonate F.C.
- 2.º C.D Águila
- 3.º Santa Tecla FC
- 4.º Alianza FC
- 5.º Municipal Limeño
- 5.º A.D. Isidro Metapán
- 6.º C.D. Dragón
- 7.º C.D. FAS
- 8.º Pasaquina FC

## Fase regular

### Jornadas

#### Primera Vuelta
En la primera vuelta se disputarán 66 partidos, en los que se programan en cada reunión del día lunes de los dirigentes de la Primera División de Fútbol de El Salvador.
| UES          | 1 - 2 | CD Fas                | 29 de julio de 2016 |
| Santa Tecla  | 0 - 0 | Sonsonate FC          | 30 de julio de 2016 |
| Águila       | 1 - 1 | C.D. Luis Ángel Firpo | 30 de julio de 2016 |
| Pasaquina    | 2 - 1 | Alianza FC            | 30 de julio de 2016 |
| Chalatenango | 1 - 2 | I Metapán             | 30 de julio de 2016 |
| Dragón       | 1 - 2 | Limeño                | 31 de julio de 2016 |

| UES          | 2 - 1 | Santa Tecla FC | 5 de agosto de 2016 |
| Sonsonate FC | 0 - 1 | Chalatenango   | 6 de agosto de 2016 |
| I Metapán    | 1 - 1 | CD Dragón      | 6 de agosto de 2016 |
| LA Firpo     | 1 - 0 | Pasaquina      | 6 de agosto de 2016 |
| Alianza FC   | 1 - 2 | CD Fas         | 7 de agosto de 2016 |
| Limeño       | 1 - 2 | CD Águila      | 7 de agosto de 2016 |

| M Limeño       | 0 - 0 | I Metapán    | 10 de agosto de 2016 |
| Sonsonate FC   | 0 - 0 | Dragón       | 11 de agosto de 2016 |
| Chalatenango   | 2 - 2 | UES          | 10 de agosto de 2016 |
| Santa Tecla FC | 1 - 0 | Alianza FC   | 10 de agosto de 2016 |
| C.D. FAS       | 1 - 0 | LA Firpo     | 10 de agosto de 2016 |
| CD Águila      | 0 - 0 | Pasaquina FC | 10 de agosto de 2016 |

| Alianza FC   | 4 - 0 | Chalatenango   | 4 de agosto de 2016  |
| I Metapán    | 1 - 1 | CD Águila      | 13 de agosto de 2016 |
| LA Firpo     | 1 - 1 | Santa Tecla FC | 14 de agosto de 2016 |
| Pasaquina    | 2 - 1 | CD Fas         | 14 de agosto de 2016 |
| Sonsonate FC | 4 - 2 | M Limeño       | 14 de agosto de 2016 |
| UES          | 2 - 2 | C.D. Dragón    | 15 de agosto de 2016 |

| Santa Tecla FC | 1 - 1 | Pasaquina FC | 20 de agosto de 2016 |
| Chalatenango   | 2 - 0 | LA Firpo     | 20 de agosto de 2016 |
| I Metapán      | 3 - 2 | Sonsonate FC | 20 de agosto de 2016 |
| CD Dragon      | 0 - 1 | Alianza FC   | 20 de agosto de 2016 |
| M Limeño       | 1 - 1 | UES          | 21 de agosto de 2016 |
| CD Águila      | 2 - 1 | CD Fas       | 21 de agosto de 2016 |

| UES          | 1 - 2 | I Metapán       | 26 de agosto de 2016 |
| CD Fas       | 1 - 2 | Santa Tecla FC  | 27 de agosto de 2016 |
| Sonsonate FC | 0 - 0 | CD Águila       | 27 de agosto de 2016 |
| Pasaquina FC | 3 - 1 | CD Chalatenango | 28 de agosto de 2016 |
| Alianza FC   | 0 - 1 | M Limeño        | 28 de agosto de 2016 |
| LA Firpo     | 0 - 0 | CD Dragon       |                      |

| Sonsonate FC        | 1 - 0 | UES                   | 4 de septiembre de 2016  |
| Chalatenango        | 0 - 0 | C.D. FAS              | 4 de septiembre de 2016  |
| Águila              | 0 - 1 | Santa Tecla FC        | 14 de septiembre de 2016 |
| Dragón              | 0 - 1 | Pasaquina             | 4 de septiembre de 2016  |
| Limeño              | 0 - 0 | C.D. Luis Ángel Firpo | 4 de septiembre de 2016  |
| A.D. Isidro Metapán | 1 - 1 | Alianza FC            | 4 de septiembre de 2016  |

| UES         | 0 - 1 | CD Águila         | 9 de septiembre de 2016  |
| Santa Tecla | 1 - 0 | C.D. Chalatenango | 10 de septiembre de 2016 |
| LA Firpo    | 0 - 3 | I Metapán         | 10 de septiembre de 2016 |
| Pasaquina   | 1 - 0 | Limeño            | 11 de septiembre de 2016 |
| CD FAS      | 2 - 0 | CD Dragón         | 11 de septiembre de 2016 |
| Alianza FC  | 1 - 2 | Sonsonate FC      | 11 de septiembre de 2016 |

| Sonsonate FC | 2 - 1 | C.D. Luis Ángel Firpo | 17 de septiembre de 2016 6:30 p. m. |
| I Metapán    | 4 - 1 | Pasaquina             | 17 de septiembre de 2016 7:00 p. m. |
| C.D. Águila  | 0 - 1 | C.D. Chalatenango     | 18 de septiembre de 2016 3:00 p. m. |
| Limeño       | 2 - 2 | CD FAS                | 18 de septiembre de 2016 3:00 p. m. |
| CD Dragón    | 1 - 2 | Santa Tecla FC        | 18 de septiembre de 2016 3:30 p. m. |
| C.D. UES     | 1 - 1 | Alianza FC            | 19 de septiembre de 2016 5:30 p. m. |

| Pasaquina             | 0 - 2 | Sonsonate FC | 21 de septiembre de 2016 3:00 p. m. |
| CD FAS                | 1 - 0 | I Metapán    | 21 de septiembre de 2016 7:30 p. m. |
| C.D. Águila           | 2 - 1 | Alianza F.C. | 5 de octubre de 2016 7:00 p. m.     |
| Santa Tecla FC        | 3 - 0 | Limeño       | 21 de septiembre de 2016 5:00 p. m. |
| C.D. Chalatenango     | 3 - 4 | CD Dragón    | 18 de septiembre de 2016 6:30 p. m. |
| C.D. Luis Ángel Firpo | 3 - 0 | C.D. UES     | 21 de septiembre de 2016 7:30 p. m. |

| CD Dragón        | 0 - 0 | C.D. Águila           | 24 de septiembre de 2016 3:30 p. m. |
| Sonsonate FC     | 1 - 2 | CD FAS                | 24 de septiembre de 2016 6:30 p. m. |
| Isidro Metapán   | 3 - 2 | Santa Tecla FC        | 24 de septiembre de 2016 7:00 p. m. |
| Municipal Limeño | 2 - 0 | C.D. Chalatenango     | 25 de septiembre de 2016 3:00 p. m. |
| Alianza F.C.     | 4 - 1 | C.D. Luis Ángel Firpo | 25 de septiembre de 2016 3:15 p. m. |
| C.D. UES         | 3 - 5 | Pasaquina             | 26 de septiembre de 2016 5:30 p. m. |

#### Segunda Vuelta
En la segunda vuelta se disputarán 66 partidos, en los que se programan en cada reunión del día lunes de los dirigentes de la Primera División de Fútbol de El Salvador.
| CD FAS                | 1 - 2 | UES          | 19 de octubre de 2016 7:00 p. m. |
| Sonsonate FC          | 2 - 1 | Santa Tecla  | 1 de octubre de 2016             |
| C.D. Luis Ángel Firpo | 2 - 2 | Águila       | 1 de octubre de 2016 7:00 p. m.  |
| Alianza FC            | 2 - 2 | Pasaquina    | 2 de octubre de 2016             |
| I Metapán             | 2 - 1 | Chalatenango | 1 de octubre de 2016             |
| Limeño                | 3 - 2 | Dragón       | 2 de octubre de 2016             |

| Santa Tecla FC | 2 - 1 | UES          | 8 de octubre de 2016 5:00 p. m. |
| Chalatenango   | 2 - 2 | Sonsonate FC | 9 de octubre de 2016 3:00 p. m. |
| CD Dragón      | 2 - 1 | I Metapán    | 9 de octubre de 2016 3:30 p. m. |
| Pasaquina      | 0 - 4 | LA Firpo     | 8 de octubre de 2016 3:00 p. m. |
| CD FAS         | 2 - 2 | Alianza FC   | 8 de octubre de 2016 7:00 p. m. |
| CD Águila      | 1 - 0 | Limeño       | 9 de octubre de 2016 3:00 p. m. |

| I Metapán    | 1 - 1 | M Limeño       | 12 de octubre de 2016 7:00 p. m. |
| Dragón       | 0 - 3 | Sonsonate FC   | 12 de octubre de 2016 6:30 p. m. |
| UES          | 3 - 3 | Chalatenango   | 12 de octubre de 2016 6:00 p. m. |
| Alianza FC   | 4 - 2 | Santa Tecla FC | 12 de octubre de 2016 7:00 p. m. |
| LA Firpo     | 1 - 1 | C.D. FAS       | 12 de octubre de 2016 6:30 p. m. |
| Pasaquina FC | 2 - 1 | CD Águila      | 12 de octubre de 2016 3:00 p. m. |

| Chalatenango   | 2 - 3 | Alianza FC   | 16 de octubre de 2016 3:00 p. m. |
| CD Águila      | 1 - 0 | I Metapán    | 16 de octubre de 2016 3:00 p. m. |
| Santa Tecla FC | 2 - 2 | LA Firpo     | 15 de octubre de 2016 5:00 p. m. |
| CD Fas         | 2 - 1 | Pasaquina    | 15 de octubre de 2016 7:00 p. m. |
| M Limeño       | 1 - 1 | Sonsonate FC | 16 de octubre de 2016 3:00 p. m. |
| C.D. Dragón    | 1 - 2 | UES          | 15 de octubre de 2016 3:00 p. m. |

| Pasaquina FC | 2 - 0 | Santa Tecla FC | 22 de octubre de 2016 3:00 p. m. |
| LA Firpo     | 1 - 0 | Chalatenango   | 22 de octubre de 2016 7:00 p. m. |
| Sonsonate FC | 1 - 0 | I Metapán      | 23 de octubre de 2016 3:30 p. m. |
| Alianza FC   | 4 - 2 | CD Dragon      | 23 de octubre de 2016            |
| UES          | 2 - 4 | M Limeño       | 24 de octubre de 2016 5:00 p. m. |
| CD Fas       | 0 - 0 | CD Águila      | 22 de octubre de 2016 7:00 p. m. |

| I Metapán       | 2 - 0 | UES          | 29 de octubre de 2016 7:00 p. m. |
| Santa Tecla FC  | 1 - 2 | C.D. FAS     | 29 de octubre de 2016 5:00 p. m. |
| CD Águila       | 0 - 0 | Sonsonate FC | 30 de octubre de 2016 3:00 p. m. |
| CD Chalatenango | 2 - 1 | Pasaquina FC | 29 de octubre de 2016 6:00 p. m. |
| M Limeño        | 0 - 2 | Alianza FC   | 30 de octubre de 2016 3:00 p. m. |
| CD Dragon       | 0 - 1 | LA Firpo     | 29 de octubre de 2016 3:00 p. m. |

| UES                   | 2 - 3 | Sonsonate FC        | 2 de noviembre de 2016 |
| C.D. FAS              | 0 - 0 | Chalatenango        | 9 de noviembre de 2016 |
| Santa Tecla FC        | 1 - 2 | Águila              | 2 de noviembre de 2016 |
| Pasaquina             | 1 - 1 | Dragón              | 2 de noviembre de 2016 |
| C.D. Luis Ángel Firpo | 2 - 3 | Limeño              | 2 de noviembre de 2016 |
| Alianza FC            | 1 - 1 | A.D. Isidro Metapán | 2 de noviembre de 2016 |

| C.D. Águila       | 5 - 1 | UES             | 5 de noviembre de 2016 |
| C.D. Chalatenango | 1 - 2 | Santa Tecla     | 5 de noviembre de 2016 |
| I Metapán         | 2 - 3 | C.D. L.A. Firpo | 5 de noviembre de 2016 |
| Limeño            | 3 - 1 | Pasaquina       | 6 de noviembre de 2016 |
| CD Dragón         | 0 - 0 | CD FAS          | 6 de noviembre de 2016 |
| Sonsonate FC      | 2 - 2 | Alianza FC      | 5 de noviembre de 2016 |

| C.D. Luis Ángel Firpo | 0 - 1 | Sonsonate FC | 12 de noviembre de 2016 |
| Pasaquina             | 1 - 2 | I Metapán    | 12 de noviembre de 2016 |
| C.D. Chalatenango     | 0 - 2 | C.D. Águila  | 12 de noviembre de 2016 |
| CD FAS                | 1 - 2 | Limeño       | 13 de noviembre de 2016 |
| Santa Tecla FC        | 2 - 1 | CD Dragón    | 12 de noviembre de 2016 |
| Alianza FC            | 2 - 0 | C.D. UES     | 16 de noviembre de 2016 |

| Sonsonate FC | 4 - 1 | Pasaquina             | 20 de noviembre de 2016 |
| I Metapán    | 2 - 1 | Club Deportivo FAS    | 20 de noviembre de 2016 |
| Alianza F.C. | 1 - 2 | C.D. Águila           | 20 de noviembre de 2016 |
| Limeño       | 1 - 1 | Santa Tecla FC        | 20 de noviembre de 2016 |
| CD Dragón    | 1 - 2 | C.D. Chalatenango     | 19 de noviembre de 2016 |
| C.D. UES     | 1 - 2 | C.D. Luis Ángel Firpo | - de - de 2016          |

| C.D. Águila           | 0 - 0 | CD Dragón        | 26 de noviembre de 2016 |
| CD FAS                | 0 - 3 | Sonsonate FC     | 26 de noviembre de 2016 |
| Santa Tecla FC        | 2 - 1 | Isidro Metapán   | 26 de noviembre de 2016 |
| C.D. Chalatenango     | 1 - 2 | Municipal Limeño | 26 de noviembre de 2016 |
| C.D. Luis Ángel Firpo | 0 - 4 | Alianza F.C.     | 26 de noviembre de 2016 |
| Pasaquina             | 0 - 0 | C.D. UES         | 26 de noviembre de 2016 |

## Evolución de la clasificación
| Equipo / Jornada                                             | 01   | 02   | 03   | 04   | 05   | 06   | 07   | 08   | 09   | 10   | 11   | 12   | 13   | 14   | 15   | 16   | 17   | 18   | 19   | 20   | 21   | 22   |
| ------------------------------------------------------------ | ---- | ---- | ---- | ---- | ---- | ---- | ---- | ---- | ---- | ---- | ---- | ---- | ---- | ---- | ---- | ---- | ---- | ---- | ---- | ---- | ---- | ---- |
| C.D. FAS                                                     | 1.º  | 1.º  | 1.º  | 1.ª  | 3.º  | 5.º  | 4.º  | 5.º  | 4.º  | 3.º  | 3.º  | 4.º  | 3.º  | 5.º  | 1.º  | 1.º  | 1.º  | 3.º  | 3.º  | 5.º  | 6.º  | 7.º  |
| Santa Tecla                                                  | 7.º  | 11.º | 7.º  | 8.ª  | 8.º  | 4.º  | 6.º  | 3.º  | 2.º  | 1.º  | 2.º  | 2.º  | 1.º  | 1.º  | 2.º  | 5.º  | 3.º  | 5.º  | 4.º  | 3.º  | 3.º  | 3.º  |
| Pasaquina                                                    | 3.º  | 9.º  | 8.º  | 2.ª  | 4.º  | 2.º  | 1.º  | 1.º  | 3.º  | 4.º  | 4.º  | 3.º  | 5.º  | 2.º  | 4.º  | 2.º  | 5.º  | 6.º  | 6.º  | 8.º  | 9.º  | 8.º  |
| Águila                                                       | 5.º  | 3.º  | 3.º  | 4.ª  | 2.º  | 3.º  | 3.º  | 4.º  | 5.º  | 6.º  | 7.º  | 6.º  | 4.º  | 6.º  | 3.º  | 4.º  | 7.º  | 4.º  | 1.º  | 1.º  | 1.º  | 2.º  |
| Sonsonate                                                    | 8.º  | 12.º | 12.º | 5.ª  | 9.º  | 9.º  | 5.º  | 7.º  | 6.º  | 5.º  | 5.º  | 5.º  | 6.º  | 4.º  | 6.º  | 3.º  | 4.º  | 1.º  | 2.º  | 2.º  | 2.º  | 1.º  |
| Alianza                                                      | 10.º | 5.º  | 10.º | 11.ª | 6.º  | 8.º  | 9.º  | 6.º  | 7.º  | 7.º  | 6.º  | 8.º  | 7.º  | 7.º  | 7.º  | 6.º  | 2.º  | 2.º  | 5.º  | 4.º  | 4.º  | 4.º  |
| Isidro Metapán                                               | 2.º  | 2.º  | 2.º  | 3.ª  | 1.º  | 1.º  | 2.º  | 2.º  | 1.º  | 2.º  | 1.º  | 1.º  | 2.º  | 3.º  | 5.º  | 7.º  | 6.º  | 7.º  | 7.º  | 6.º  | 5.º  | 6.º  |
| C.D. Luis Ángel Firpo                                        | 6.º  | 4.º  | 6.º  | 7.ª  | 11.º | 11.º | 10.º | 10.º | 11.º | 9.º  | 10.º | 9.º  | 10.º | 10.º | 9.º  | 9.º  | 8.º  | 9.º  | 9.º  | 9.º  | 8.º  | 9.º  |
| Archivo:Escudo del C.D. Municipal Limeño.pngMunicipal Limeño | 4.º  | 6.º  | 5.º  | 9.ª  | 10.º | 6.º  | 7.º  | 8.º  | 9.º  | 10.º | 8.º  | 7.º  | 8.º  | 8.º  | 8.º  | 8.º  | 9.º  | 8.º  | 8.º  | 7.º  | 7.º  | 5.º  |
| Chalatenango                                                 | 12.º | 8.º  | 9.º  | 10.ª | 5.º  | 7.º  | 8.º  | 9.º  | 8.º  | 8.º  | 9.º  | 10.º | 9.º  | 9.º  | 10.º | 10.º | 10.º | 10.º | 10.º | 10.º | 10.º | 10.º |
| UES                                                          | 9.º  | 7.º  | 4.º  | 6.ª  | 7.º  | 10.º | 11.º | 11.º | 10.º | 12.º | 12.º | 12.º | 12.º | 12.º | 12.º | 11.º | 12.º | 12.º | 12.º | 12.º | 12.º | 12.º |
| C.D. Dragón                                                  | 11.º | 10.º | 11.º | 12.ª | 12.º | 12.º | 12.º | 12.º | 12.º | 11.º | 11.º | 11.º | 11.º | 11.º | 11.º | 12.º | 11.º | 11.º | 11.º | 11.º | 11.º | 11.º |

## Tabla Apertura 2016
|  | Pos. | Equipos                        | PJ | PG | PE | PP | GF | GC | Dif. | Pts. |
|  | ---- | ------------------------------ | -- | -- | -- | -- | -- | -- | ---- | ---- |
|  | 1.   | Sonsonate (C)                  | 22 | 11 | 7  | 4  | 34 | 20 | 14   | 40   |
|  | 2.   | Águila (C)                     | 22 | 10 | 9  | 3  | 25 | 14 | 11   | 39   |
|  | 3.   | Santa Tecla (C)                | 22 | 11 | 5  | 6  | 31 | 27 | 4    | 38   |
|  | 4.   | Alianza (C)                    | 22 | 10 | 6  | 6  | 44 | 26 | 18   | 36   |
|  | 5.   | Municipal Limeño (C)           | 22 | 9  | 7  | 6  | 31 | 29 | 2    | 34   |
|  | 6.   | Isidro Metapan (*) (C)         | 22 | 9  | 6  | 7  | 32 | 26 | 8    | 33   |
|  | 7.   | FAS (C)                        | 22 | 8  | 7  | 7  | 27 | 26 | 1    | 31   |
|  | 8.   | Pasaquina (C)                  | 22 | 8  | 5  | 9  | 28 | 35 | -7   | 29   |
|  | 9.   | Luis Ángel Firpo (E)           | 22 | 7  | 7  | 8  | 26 | 30 | -4   | 28   |
|  | 10.  | Chalatenango (*) (E)           | 22 | 6  | 5  | 11 | 27 | 36 | -9   | 23   |
|  | 11.  | Dragón (E)                     | 22 | 2  | 8  | 12 | 19 | 33 | -14  | 14   |
|  | 12.  | Universidad de El Salvador (E) | 22 | 2  | 5  | 15 | 26 | 48 | -22  | 12   |

Pts = Puntos; PJ = Partidos Jugados; G = Partidos Ganados; E = Partidos Empatados; P = Partidos Perdidos;
GF = Goles Anotados; GC = Goles Recibidos; Dif = Diferencia de gol
|  |                                                 |
|  | clasificados a la Liguilla (Mejores 8 equipos). |

(*) Debido a alineación indebida del jugador jamaicano Akeem Priestley, el equipo de A.D. Isidro Metapán fue sancionado a perder los tres puntos obtenidos en su victoria frente al equipo C.D. Chalatenango 2-1. Además, la Comisión Disciplinaria de la FESFUT otorgó ese encuentro como victoria del equipo Chalateco con un marcador de 0-2.
</left>

## Liguilla Copa Pepsi (Torneo Apertura 2016)
|  | Cuartos de final                          | Cuartos de final                          | Cuartos de final                          |   |             | Semifinales                           | Semifinales                           | Semifinales                           |  |  | Final                   | Final                   | Final                   |
|  | 30 de noviembre;1,3,4 de diciembre y 2016 | 30 de noviembre;1,3,4 de diciembre y 2016 | 30 de noviembre;1,3,4 de diciembre y 2016 |   |             | 7, 8, 10 y el 11 de diciembre de 2016 | 7, 8, 10 y el 11 de diciembre de 2016 | 7, 8, 10 y el 11 de diciembre de 2016 |  |  | 18 de diciembre de 2016 | 18 de diciembre de 2016 | 18 de diciembre de 2016 |
|  |                                           |                                           |                                           |   |             |                                       |                                       |                                       |  |  |                         |                         |                         |
|  | Pasaquina                                 | 2                                         | 0                                         |   |             |                                       |                                       |                                       |  |  |                         |                         |                         |
|  | Sonsonate                                 | 1                                         | 1                                         |   |             |                                       |                                       |                                       |  |  |                         |                         |                         |
|  | Sonsonate                                 | 1                                         | 1                                         |   | Sonsonate   | 0                                     | 0                                     |                                       |  |  |                         |                         |                         |
|  |                                           |                                           |                                           |   | Sonsonate   | 0                                     | 0                                     |                                       |  |  |                         |                         |                         |
|  |                                           | Alianza                                   | 0                                         | 4 |             |                                       |                                       |                                       |  |  |                         |                         |                         |
|  | Alianza                                   | Alianza                                   | 0                                         | 4 | 2           | 0                                     |                                       |                                       |  |  |                         |                         |                         |
|  | Alianza                                   |                                           |                                           |   | 2           | 0                                     |                                       |                                       |  |  |                         |                         |                         |
|  | Municipal Limeño                          | 1                                         | 1                                         |   |             |                                       |                                       |                                       |  |  |                         |                         |                         |
|  |                                           |                                           |                                           |   |             |                                       |                                       |                                       |  |  | Alianza                 | 2                       |                         |
|  |                                           |                                           | Santa Tecla                               | 3 |             |                                       |                                       |                                       |  |  |                         |                         |                         |
|  | Isidro Metapan                            | 2                                         | 0                                         |   |             |                                       |                                       |                                       |  |  |                         |                         |                         |
|  | Santa Tecla                               | 2                                         | 1                                         |   |             |                                       |                                       |                                       |  |  |                         |                         |                         |
|  | Santa Tecla                               | 2                                         | 1                                         |   | Santa Tecla | 4                                     | 0                                     |                                       |  |  |                         |                         |                         |
|  |                                           |                                           |                                           |   | Santa Tecla | 4                                     | 0                                     |                                       |  |  |                         |                         |                         |
|  |                                           | Águila                                    | 1                                         | 2 |             |                                       |                                       |                                       |  |  |                         |                         |                         |
|  | FAS                                       | Águila                                    | 1                                         | 2 | 1           | 0                                     |                                       |                                       |  |  |                         |                         |                         |
|  | FAS                                       |                                           |                                           |   | 1           | 0                                     |                                       |                                       |  |  |                         |                         |                         |
|  | Águila                                    | 1                                         | 2                                         |   |             |                                       |                                       |                                       |  |  |                         |                         |                         |

Datos según la página oficial de la competición.

### Cuartos de final

#### Pasaquina FC|Pasaquina - Sonsonate
| 30 de noviembre de 2016 - 3:00 p. m. | Pasaquina                                | 2:1 (0:1) | Sonsonate        | Estadio San Sebastián, Pasaquina |                            |
|                                      | Kevin Sagastizado 52' · Miguel Solís 81' | Reporte   | 4' Ricardo Ulloa | Árbitro(s): Elmer Martínez       | Árbitro(s): Elmer Martínez |

| 3 de diciembre de 2016- 6:30 p. m.                                                               | Sonsonate       | 1:0 (1:0) | Pasaquina | Estadio Ana Mercedes Campos, Sonsonate                                     |                                                                            |
|                                                                                                  | Paolo Suárez 4' | Reporte   |           | Asistencia: sin datos de espectadores Árbitro(s): Edenilson Ventura Campos | Asistencia: sin datos de espectadores Árbitro(s): Edenilson Ventura Campos |
| Sonsonate avanza a Semifinales por marcador global de 2:2 (Mejor posición en el torneo regular). |                 |           |           |                                                                            |                                                                            |

#### Alianza - Municipal Limeño
| 1 de diciembre de 2016 - 3:00 p. m. | Municipal Limeño      | 1:2 (1:0) | Alianza                           | Estadio Ramón Flores Berríos, Santa Rosa de Lima, La Unión   |                                                              |
|                                     | Cristhoper Galeas 38' | Reporte   | 66' Herbert Sosa · 75' Álex Larín | Asistencia: 1,886 espectadores Árbitro(s): Jaime Ahid Carpio | Asistencia: 1,886 espectadores Árbitro(s): Jaime Ahid Carpio |

| 4 de diciembre de 2016- 3:00 p. m..                                                            | Alianza | 0:1 (0:0) | Municipal Limeño        | Estadio Cuscatlán, San Salvador                                    |                                                                    |
|                                                                                                |         | Reporte   | 90+2' Carlos Del Giorno | Asistencia: 8,158 espectadores Árbitro(s): Germán Stanley Martínez | Asistencia: 8,158 espectadores Árbitro(s): Germán Stanley Martínez |
| Alianza avanza a Semifinales por marcador global de 2:2 (Mejor posición en el torneo regular). |         |           |                         |                                                                    |                                                                    |

#### Santa Tecla - Isidro Metapán
| 1 de diciembre de 2016 - 7:00 p. m. | Isidro Metapán                        | 2:2 (0:1) | Santa Tecla                             | Jorge "El Calero" Suárez, Metapán, Santa Ana                           |                                                                        |
|                                     | Romeo Parkes 56' · Romeo Parkes 90+8' | Reporte   | 18' Gerson Mayén · 90+1' Marlon Cornejo | Asistencia: Sin datos de espectadores Árbitro(s): Elmer Arturo Bonilla | Asistencia: Sin datos de espectadores Árbitro(s): Elmer Arturo Bonilla |

| 4 de diciembre de 2016- 5:00 p. m.                           | Santa Tecla      | 1:0 (1:0) | Isidro Metapán | Atlético "Las Delicias", Santa Tecla, La Libertad                 |                                                                   |
|                                                              | Gerson Mayén 20' | Reporte   |                | Asistencia: 844 espectadores Árbitro(s): Ismael Alexander Cornejo | Asistencia: 844 espectadores Árbitro(s): Ismael Alexander Cornejo |
| Santa Tecla avanza a Semifinales por marcador global de 3:2. |                  |           |                |                                                                   |                                                                   |

#### Águila - FAS
| 30 de noviembre de 2016 - 7:00 p. m. | FAS                 | 1:1 (0:0) | Águila            | Óscar Alberto Quiteño, Santa Ana                               |                                                                |
|                                      | Jairo Henríquez 50' | Reporte   | 86' Álvaro Lizama | Asistencia: 4,517 espectadores Árbitro(s): Joel Aguilar Chicas | Asistencia: 4,517 espectadores Árbitro(s): Joel Aguilar Chicas |

| 3 de diciembre de 2016- 3:00 p. m.                      | Águila                                  | 2:0 (1:0) | FAS | Dr. Ramón Flores Berríos, Santa Rosa de Lima, La Unión          |                                                                 |
|                                                         | Henry Romero 36' · Nicolás Fagúndez 58' | Reporte   |     | Asistencia: 3,255 espectadores Árbitro(s): Marlon Alfonso Mejía | Asistencia: 3,255 espectadores Árbitro(s): Marlon Alfonso Mejía |
| Águila avanza a Semifinales por marcador global de 3:1. |                                         |           |     |                                                                 |                                                                 |

### Semifinales

#### Sonsonate - Alianza
| 8 de diciembre de 2016 - 7:30 p. m. | Alianza | 0:0     | Sonsonate | Estadio Cuscatlán, San Salvador                                      |                                                                      |
|                                     |         | Reporte |           | Asistencia: 11,093 espectadores Árbitro(s): Ismael Alexander Cornejo | Asistencia: 11,093 espectadores Árbitro(s): Ismael Alexander Cornejo |

| 11 de diciembre de 2016- 2:30 p. m.                   | Sonsonate | 0:4 (0:1) | Alianza                                          | Estadio Ana Mercedes Campos, Sonsonate                             |                                                                    |
|                                                       |           | Reporte   | 25' 65' 84' Rodolfo Zelaya · 52' Alexander Larín | Asistencia: (Por confirmar) espectadores Árbitro(s): Por confirmar | Asistencia: (Por confirmar) espectadores Árbitro(s): Por confirmar |
| Alianza avanza a la final por marcador global de 4:0. |           |           |                                                  |                                                                    |                                                                    |

#### Águila - Santa Tecla
| 8 de diciembre de 2016 - 7:00 p. m. | Santa Tecla                                      | 4:1 (2:1) | Águila            | Estadio Atlético Las Delicias, Santa Tecla, La Libertad                      |                                                                              |
|                                     | Sebastián Abreu 15' 30' 63' · Marlon Cornejo 56' | Reporte   | 16' Jimmy Valoyes | Asistencia: (Por confirmar) espectadores Árbitro(s): Germán Stanley Martínez | Asistencia: (Por confirmar) espectadores Árbitro(s): Germán Stanley Martínez |

| 11 de diciembre de 2016 - 4:00 p. m.                      | Águila                                | 2:0 (1:0) | Santa Tecla | Estadio Dr. Ramón Flores Berríos, Santa Rosa de Lima, La Unión      |                                                                     |
|                                                           | Jimmy Valoyes 6' · Ignacio Flores 64' | Reporte   |             | Asistencia: (Por confirmar) espectadores Árbitro(s): Ventura Santos | Asistencia: (Por confirmar) espectadores Árbitro(s): Ventura Santos |
| Santa Tecla avanza a la final por marcador global de 4:3. |                                       |           |             |                                                                     |                                                                     |

### Final

#### Alianza - Santa Tecla
| 18 de diciembre de 2016- 3:00 p. m.            | Alianza                             | 2:3 (0:1) | Santa Tecla                                  | Estadio Cuscatlán, San Salvador                                 |                                                                 |
|                                                | Álex Larín 48' · Rodolfo Zelaya 53' | Reporte   | 45' Gerson Mayen · 78' 90+1' Sebastián Abreu | Asistencia: 29,392 espectadores Árbitro(s): Joel Aguilar Chicas | Asistencia: 29,392 espectadores Árbitro(s): Joel Aguilar Chicas |
| Santa Tecla Campeón de Torneo de Apertura 2016 |                                     |           |                                              |                                                                 |                                                                 |

|                                                              |
| Santa Tecla Clasificado a la Concacaf Liga Campeones 2017-18 |

#### Datos de la Final
| 25    | POR   | Óscar Arroyo             |     |
| 6     | DEF   | Fabricio Silva           |     |
| 36    | DEF   | Mario Jacobo 82'         |     |
| 4     | DEF   | Andrés Flores Jaco       |     |
| 17    | DEF   | Alexander Larín          |     |
| 7     | MED   | Rudy Valencia 38'        |     |
| 15    | MED   | Danny Torres             |     |
| 9     | MED   | Óscar Cerén              |     |
| 14    | MED   | Herberth Sosa            | 75' |
| 11    | DEL   | Juan Carlos Portillo 22' | 60' |
| 22    | DEL   | Rodolfo Zelaya           |     |
| D. T. | D. T. | Milton Meléndez          |     |

| 1     | POR   | Joel Almeida 90+3'    |     |
| 4     | DEF   | Juan Barahona 85'     |     |
| 6     | DEF   | Bryan Tamacas         |     |
| 3     | DEF   | Roberto Domínguez 11' |     |
| 17    | DEF   | Kevin Ayala           | 64' |
| 16    | MED   | Marlon Cornejo 42'    | 58' |
| 7     | MED   | Iván Mancía           |     |
| 15    | MED   | Diego Chavarría       | 75' |
| 10    | MED   | William Maldonado     |     |
| 8     | DEL   | Gerson Mayén 55'      |     |
| 22    | DEL   | Sebastián Abreu 79'   |     |
| D. T. | D. T. | Ernesto Corti         |     |

| 8  | Centrocampista | Rodrigo Rivera | 60' |
| 10 | Delantero      | Óscar Guerrero | 75' |

| 27 | Delantero      | Sergio Souza    | 58' |
| 11 | Centrocampista | Gilberto Baires | 64' |
| 75 | Delantero      | Léster Blanco   | 75' |

| 50' · 55' | Alexander Larín Rodolfo Zelaya | 1:1 2:1 |

| 45+1' · 78' · 90+1' | Gerson Mayén Sebastián Abreu | 0:1 2:2 2:3 |

| 22' · 38' · 72' · 82' | Juan Carlos Portillo Rudy Valencia Rodrigo Rivera Mario Jacobo |

| 11' · 42' · 55' · 79' · 85' · 90+3' | Roberto Domínguez Marlon Cornejo Gerson Mayén Sebastián Abreu Juan Barahona Julio Almeida |

| Principal  | Joel Aguilar Chicas      |
| Asistentes | Juan Francisco Zumba     |
|            | William Alexander Torres |
| Cuarto     | Marlon Alfonso Mejía     |

|                    | [[Archivo:\|border\|30px]] | [[Archivo:\|border\|30px]] |
| Tiros              | -                          | -                          |
| Tiros a puerta     | -                          | -                          |
| Faltas             | -                          | -                          |
| Saques de esquina  | -                          | -                          |
| Penaltis           | -                          | -                          |
| Fueras de juego    | -                          | -                          |
| Posesión del balón | 50%                        | 50%                        |

| Alineación inicial |

| 25    | POR   | Óscar Arroyo             |     |
| 6     | DEF   | Fabricio Silva           |     |
| 36    | DEF   | Mario Jacobo 82'         |     |
| 4     | DEF   | Andrés Flores Jaco       |     |
| 17    | DEF   | Alexander Larín          |     |
| 7     | MED   | Rudy Valencia 38'        |     |
| 15    | MED   | Danny Torres             |     |
| 9     | MED   | Óscar Cerén              |     |
| 14    | MED   | Herberth Sosa            | 75' |
| 11    | DEL   | Juan Carlos Portillo 22' | 60' |
| 22    | DEL   | Rodolfo Zelaya           |     |
| D. T. | D. T. | Milton Meléndez          |     |

| 1     | POR   | Joel Almeida 90+3'    |     |
| 4     | DEF   | Juan Barahona 85'     |     |
| 6     | DEF   | Bryan Tamacas         |     |
| 3     | DEF   | Roberto Domínguez 11' |     |
| 17    | DEF   | Kevin Ayala           | 64' |
| 16    | MED   | Marlon Cornejo 42'    | 58' |
| 7     | MED   | Iván Mancía           |     |
| 15    | MED   | Diego Chavarría       | 75' |
| 10    | MED   | William Maldonado     |     |
| 8     | DEL   | Gerson Mayén 55'      |     |
| 22    | DEL   | Sebastián Abreu 79'   |     |
| D. T. | D. T. | Ernesto Corti         |     |

| 8  | Centrocampista | Rodrigo Rivera | 60' |
| 10 | Delantero      | Óscar Guerrero | 75' |

| 27 | Delantero      | Sergio Souza    | 58' |
| 11 | Centrocampista | Gilberto Baires | 64' |
| 75 | Delantero      | Léster Blanco   | 75' |

| 50' · 55' | Alexander Larín Rodolfo Zelaya | 1:1 2:1 |

| 45+1' · 78' · 90+1' | Gerson Mayén Sebastián Abreu | 0:1 2:2 2:3 |

| 22' · 38' · 72' · 82' | Juan Carlos Portillo Rudy Valencia Rodrigo Rivera Mario Jacobo |

| 11' · 42' · 55' · 79' · 85' · 90+3' | Roberto Domínguez Marlon Cornejo Gerson Mayén Sebastián Abreu Juan Barahona Julio Almeida |

| Principal  | Joel Aguilar Chicas      |
| Asistentes | Juan Francisco Zumba     |
|            | William Alexander Torres |
| Cuarto     | Marlon Alfonso Mejía     |

|                    | [[Archivo:\|border\|30px]] | [[Archivo:\|border\|30px]] |
| Tiros              | -                          | -                          |
| Tiros a puerta     | -                          | -                          |
| Faltas             | -                          | -                          |
| Saques de esquina  | -                          | -                          |
| Penaltis           | -                          | -                          |
| Fueras de juego    | -                          | -                          |
| Posesión del balón | 50%                        | 50%                        |

| Alineación inicial |

| 25    | POR   | Óscar Arroyo             |     |
| 6     | DEF   | Fabricio Silva           |     |
| 36    | DEF   | Mario Jacobo 82'         |     |
| 4     | DEF   | Andrés Flores Jaco       |     |
| 17    | DEF   | Alexander Larín          |     |
| 7     | MED   | Rudy Valencia 38'        |     |
| 15    | MED   | Danny Torres             |     |
| 9     | MED   | Óscar Cerén              |     |
| 14    | MED   | Herberth Sosa            | 75' |
| 11    | DEL   | Juan Carlos Portillo 22' | 60' |
| 22    | DEL   | Rodolfo Zelaya           |     |
| D. T. | D. T. | Milton Meléndez          |     |

| 1     | POR   | Joel Almeida 90+3'    |     |
| 4     | DEF   | Juan Barahona 85'     |     |
| 6     | DEF   | Bryan Tamacas         |     |
| 3     | DEF   | Roberto Domínguez 11' |     |
| 17    | DEF   | Kevin Ayala           | 64' |
| 16    | MED   | Marlon Cornejo 42'    | 58' |
| 7     | MED   | Iván Mancía           |     |
| 15    | MED   | Diego Chavarría       | 75' |
| 10    | MED   | William Maldonado     |     |
| 8     | DEL   | Gerson Mayén 55'      |     |
| 22    | DEL   | Sebastián Abreu 79'   |     |
| D. T. | D. T. | Ernesto Corti         |     |

| 8  | Centrocampista | Rodrigo Rivera | 60' |
| 10 | Delantero      | Óscar Guerrero | 75' |

| 27 | Delantero      | Sergio Souza    | 58' |
| 11 | Centrocampista | Gilberto Baires | 64' |
| 75 | Delantero      | Léster Blanco   | 75' |

| 50' · 55' | Alexander Larín Rodolfo Zelaya | 1:1 2:1 |

| 45+1' · 78' · 90+1' | Gerson Mayén Sebastián Abreu | 0:1 2:2 2:3 |

| 22' · 38' · 72' · 82' | Juan Carlos Portillo Rudy Valencia Rodrigo Rivera Mario Jacobo |

| 11' · 42' · 55' · 79' · 85' · 90+3' | Roberto Domínguez Marlon Cornejo Gerson Mayén Sebastián Abreu Juan Barahona Julio Almeida |

| Principal  | Joel Aguilar Chicas      |
| Asistentes | Juan Francisco Zumba     |
|            | William Alexander Torres |
| Cuarto     | Marlon Alfonso Mejía     |

|                    | [[Archivo:\|border\|30px]] | [[Archivo:\|border\|30px]] |
| Tiros              | -                          | -                          |
| Tiros a puerta     | -                          | -                          |
| Faltas             | -                          | -                          |
| Saques de esquina  | -                          | -                          |
| Penaltis           | -                          | -                          |
| Fueras de juego    | -                          | -                          |
| Posesión del balón | 50%                        | 50%                        |

| Alineación inicial |

| 25    | POR   | Óscar Arroyo             |     |
| 6     | DEF   | Fabricio Silva           |     |
| 36    | DEF   | Mario Jacobo 82'         |     |
| 4     | DEF   | Andrés Flores Jaco       |     |
| 17    | DEF   | Alexander Larín          |     |
| 7     | MED   | Rudy Valencia 38'        |     |
| 15    | MED   | Danny Torres             |     |
| 9     | MED   | Óscar Cerén              |     |
| 14    | MED   | Herberth Sosa            | 75' |
| 11    | DEL   | Juan Carlos Portillo 22' | 60' |
| 22    | DEL   | Rodolfo Zelaya           |     |
| D. T. | D. T. | Milton Meléndez          |     |

| 1     | POR   | Joel Almeida 90+3'    |     |
| 4     | DEF   | Juan Barahona 85'     |     |
| 6     | DEF   | Bryan Tamacas         |     |
| 3     | DEF   | Roberto Domínguez 11' |     |
| 17    | DEF   | Kevin Ayala           | 64' |
| 16    | MED   | Marlon Cornejo 42'    | 58' |
| 7     | MED   | Iván Mancía           |     |
| 15    | MED   | Diego Chavarría       | 75' |
| 10    | MED   | William Maldonado     |     |
| 8     | DEL   | Gerson Mayén 55'      |     |
| 22    | DEL   | Sebastián Abreu 79'   |     |
| D. T. | D. T. | Ernesto Corti         |     |

| 8  | Centrocampista | Rodrigo Rivera | 60' |
| 10 | Delantero      | Óscar Guerrero | 75' |

| 27 | Delantero      | Sergio Souza    | 58' |
| 11 | Centrocampista | Gilberto Baires | 64' |
| 75 | Delantero      | Léster Blanco   | 75' |

| 50' · 55' | Alexander Larín Rodolfo Zelaya | 1:1 2:1 |

| 45+1' · 78' · 90+1' | Gerson Mayén Sebastián Abreu | 0:1 2:2 2:3 |

| 22' · 38' · 72' · 82' | Juan Carlos Portillo Rudy Valencia Rodrigo Rivera Mario Jacobo |

| 11' · 42' · 55' · 79' · 85' · 90+3' | Roberto Domínguez Marlon Cornejo Gerson Mayén Sebastián Abreu Juan Barahona Julio Almeida |

| Principal  | Joel Aguilar Chicas      |
| Asistentes | Juan Francisco Zumba     |
|            | William Alexander Torres |
| Cuarto     | Marlon Alfonso Mejía     |

|                    | [[Archivo:\|border\|30px]] | [[Archivo:\|border\|30px]] |
| Tiros              | -                          | -                          |
| Tiros a puerta     | -                          | -                          |
| Faltas             | -                          | -                          |
| Saques de esquina  | -                          | -                          |
| Penaltis           | -                          | -                          |
| Fueras de juego    | -                          | -                          |
| Posesión del balón | 50%                        | 50%                        |

| Alineación inicial |

|                             |
| Santa Tecla F.C. 2.º Título |

## Goleadores
Simbología:

: Goles anotados.

| Pos.                                          | Jugador           | Equipo            | Goles anotados | PJ | Media |
| --------------------------------------------- | ----------------- | ----------------- | -------------- | -- | ----- |
| 1.º                                           | Jefferson Viveros | Municipal Limeño  | 13             | 22 | 0.59  |
| 2.º                                           | Rodrigo Cubilla   | C.D. Chalatenango | 11             | 22 | 0.5   |
| 3.º                                           | David Díaz        | C.D. UES          | 10             | 21 | 0.48  |
| 4.º                                           | Óscar Guerrero    | Alianza F.C.      | 10             | 22 | 0.36  |
| 5.º                                           | Gustavo Guerreño  | Pasaquina F.C     | 9              | 22 | 0.41  |
| 6.º                                           | McKauly Tulloch   | C.D. UES          | 8              | 22 | 0.36  |
| 7.º                                           | Sebastián Abreu   | Santa Tecla F.C.  | 8              | 22 | 0.36  |
| Última actualización: 28 de noviembre de 2016 |                   |                   |                |    |       |

Fuente: victor-zelada.com

### Autogoles
| Pos.                                         | Jugador           | Equipo           | Rival          | Anotado · Autogol |
| -------------------------------------------- | ----------------- | ---------------- | -------------- | ----------------- |
| 1.º                                          | Xavier García     | FAS              | Alianza        | 1                 |
| 2.º                                          | Kevin Carabantes  | Chalatenango     | Isidro Metapán | 1                 |
| 3.º                                          | Carlos del Giorno | Municipal Limeño | Sonsonate      | 1                 |
| 4.º                                          | Williams Reyes    | Luis Ángel Firpo | FAS            | 1                 |
| 5.º                                          | Mario Martínez    | Sonsonate        | Alianza        | 1                 |
| Última actualización: 8 de noviembre de 2016 |                   |                  |                |                   |

## Estadísticas de Goles por Jornada
En el cuadro se detalla el resumen de goles por jornada, sus promedios y totales.
| Jornada    | Goles · | Promedio Por Jornada · |
| Jornada 1  | 14      | 2.33                   |
| Jornada 2  | 13      | 2.16                   |
| Jornada 3  | 6       | 1.0                    |
| Jornada 4  | 21      | 3.5                    |
| Jornada 5  | 15      | 2.5                    |
| Jornada 6  | 11      | 1.83                   |
| Jornada 7  | 5       | 0.833                  |
| Jornada 8  | 11      | 1.83                   |
| Jornada 9  | 18      | 3.0                    |
| Jornada 10 | 19      | 3.17                   |
| Jornada 11 | 23      | 3.83                   |
| Jornada 12 | 22      | 3.67                   |
| Jornada 13 | 19      | 3.17                   |
| Jornada 14 | 22      | 3.67                   |
| Jornada 15 | 18      | 3.00                   |
| Jornada 16 | 16      | 2.67                   |
| Jornada 17 | 11      | 1.84                   |
| Jornada 18 | 17      | 2.84                   |
| Jornada 19 | 22      | 3.67                   |
| Jornada 20 | 14      | 2.34                   |
| Jornada 21 | 19      | 3.17                   |
| Jornada 22 | 13      | 2.16                   |
| TOTALES    | 349     | 2.64                   |
| ---------- | ------- | ---------------------- |

### Estadísticas de Goles en Liguilla Liga Pepsi "Apertura 2016"
En los 132 partidos que se realizaron las 22 jornadas del torneo se anotaron 349 goles, lo que supone un promedio de 2.64 goles por partido. Asimismo, se llevará una estadística de los goles anotados en cada uno de los juegos de cuartos de final, semifinales y final de este torneo.
| Liguilla                | No. de partidos | Goles · | Promedio Por Jornada · |
| Cuartos de Final Ida    | 4               | 12      | 3.00                   |
| Cuartos de Final Vuelta | 4               | 5       | 1.25                   |
| Semifinales Ida         | 2               | 5       | 2.5                    |
| Semifinales Vuelta      | 2               | 6       | 3.0                    |
| Final                   | 1               | 5       | 5.0                    |
| TOTALES                 | 13              | 33      | 2.53                   |
| ----------------------- | --------------- | ------- | ---------------------- |

#### Estadísticas de Goleadores en la Liguilla "Liga Pepsi 2016" Apertura 2016
Simbología:

: Goles anotados.

| Pos.                                          | Jugador         | Equipo         | Goles anotados | PJ | Media |
| --------------------------------------------- | --------------- | -------------- | -------------- | -- | ----- |
| 1.º                                           | Sebastián Abreu | Santa Tecla    | 5              | 5  | 1     |
| 2.º                                           | Rodolfo Zelaya  | Alianza        | 4              | 5  | 0.8   |
| 3.º                                           | Gerson Mayén    | Santa Tecla    | 3              | 5  | 0.6   |
| 4.º                                           | Álex Larín      | Alianza        | 3              | 5  | 0.6   |
| 5.º                                           | Romeo Parkes    | Isidro Metapán | 2              | 2  | 1     |
| 6.º                                           | Marlon Cornejo  | Santa Tecla    | 2              | 4  | 0.5   |
| 7.º                                           | Jimmy Valoyes   | Águila         | 2              | 4  | 0.5   |
| Última actualización: 15 de diciembre de 2016 |                 |                |                |    |       |

## Premios y reconocimientos (Apertura 2016)

### Campeón Goleador
Jefferson Andrés Viveros de C.D. Municipal Limeño, registró 13 goles en sus 22 participaciones de la fase regular, con un destacado doblete y un triplete; el primero ante CD FAS y el segundo contra Pasaquina FC, contabilizó 1980 minutos en el terreno de juego.

### Portero menos vencido
Benji Oldai Villalobos Segovia de C.D. Águila, de los 14 goles en contra contabilizados para su equipo, el guardameta recibió 12 tantos, en 19 partidos, registrando un promedio de 0.63 goles por juego. 1,702 minutos defendiendo el arco negronaranja.

### Jugador más disciplinado
Óscar Elías Cerén de Alianza F.C., no recibió ninguna amonestación o expulsión en 21 encuentros como titular. Minutos en el terreno de juego: 1,777.

### Jugador revelación
Josué Ernesto Santos de C.D. FAS, jugador nacido el 12 de junio de 1997, en su primera participación en la Liga Pepsi, el jugador fue titular en 12 encuentros, marcando 1 gol y totalizando 730 minutos con la camisola tigrilla.

### Técnico Destacado
Prof. Alberto Agustín Castillo, timonel de Sonsonate F.C., con 11 victorias, 7 empates y 4 derrotas; en 21 partidos dirigidos, logró sumar para los intereses de su equipo 40 puntos en la fase regular del torneo.

## Cobertura Televisiva
TCS Canal 4

  Tigo Sports

## Clasificados a Liga de Campeones de la Concacaf 2017-18
| Bandera de El Salvador |
| ---------------------- |
| Santa Tecla F. C.      |